# Привольный (Кемеровская область)
Приво́льный — посёлок в Кемеровском районе Кемеровской области. Входит в состав Елыкаевского сельского поселения.

## География
Центральная часть населённого пункта расположена на высоте 161 метра над уровнем моря.

## История
В 1964 г. Указом Президиума ВС РСФСР поселок фермы № 2 совхоза «Забойщик» переименован в Привольный.

## Население
| 2010 |
| ---- |
| 141  |